# Burg Somló
Koordinaten: 47° 9′ 1,9″ N, 17° 22′ 12,8″ O

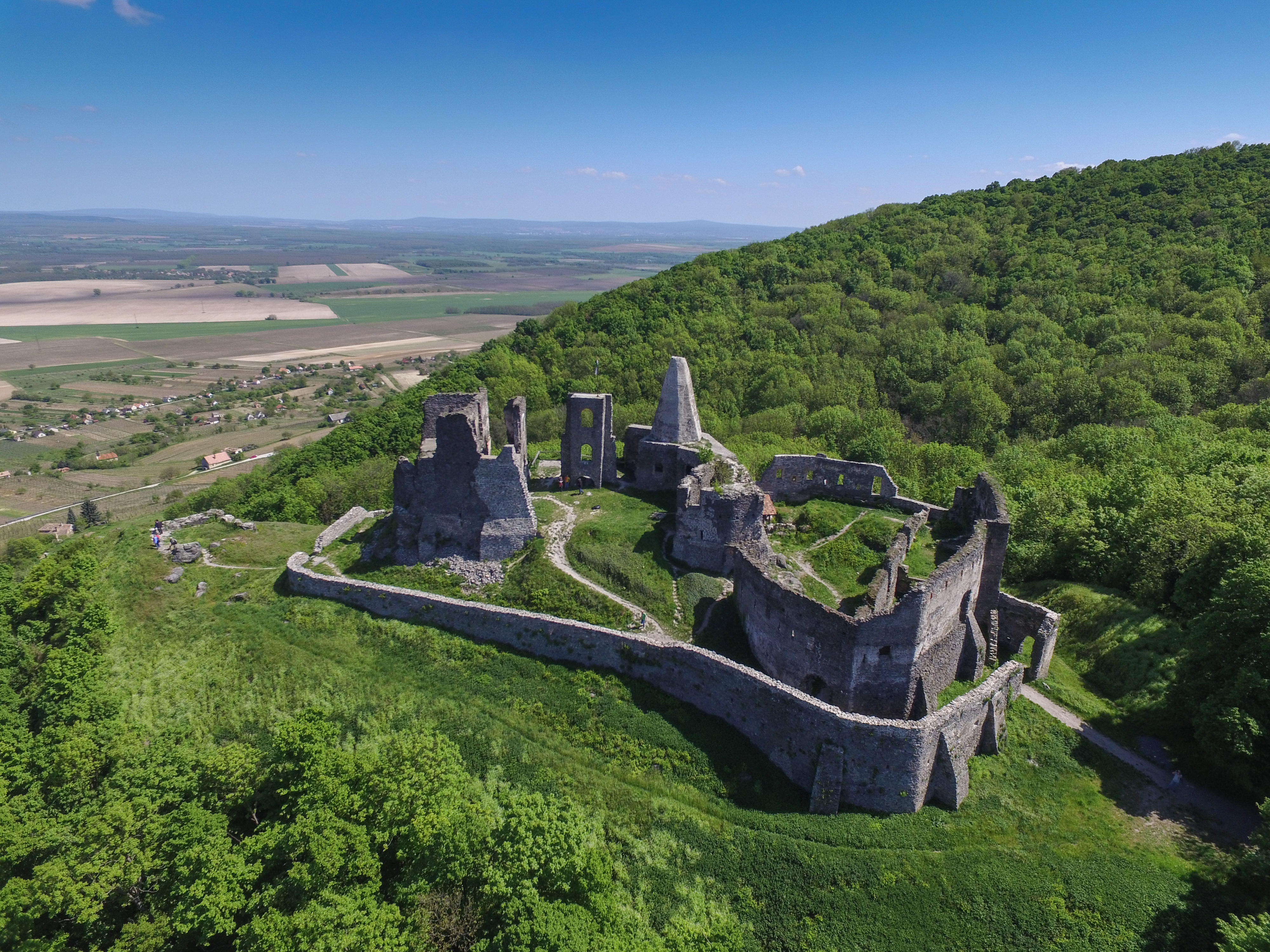
Burgruine Somló

Die Burg Somló (deutsch Schomlau) ist eine ehemalige Burg im Komitat Veszprém in West-Ungarn. Auf dem 431 Meter hohen Berg Somló, einem erloschenen Vulkan 15 Kilometer westlich von Ajka, befinden sich ihre Reste.

## Geschichte
Der Baubeginn für die Burg lag vermutlich im späten 13. oder frühen 14. Jahrhundert. 1352 wurde sie erstmals schriftlich erwähnt. 1479 übergab König Matthias die Burg an seinen legendären Heerführer Pál Kinizsi. Dieser verpfändete sie bereits 1490. Im Jahr 1494 kam die Burg an Tamás Bakócz; dieser erweiterte sie.
Während des Rákóczi-Unabhängigkeitskrieges 1707 wurde die Burg beschlagnahmt. Später verfiel sie und es wurde Material abgetragen zum Bau des Schlosses unterhalb des Somlo-Berges.